# Wilhelm Kinsky von Wchinitz und Tettau

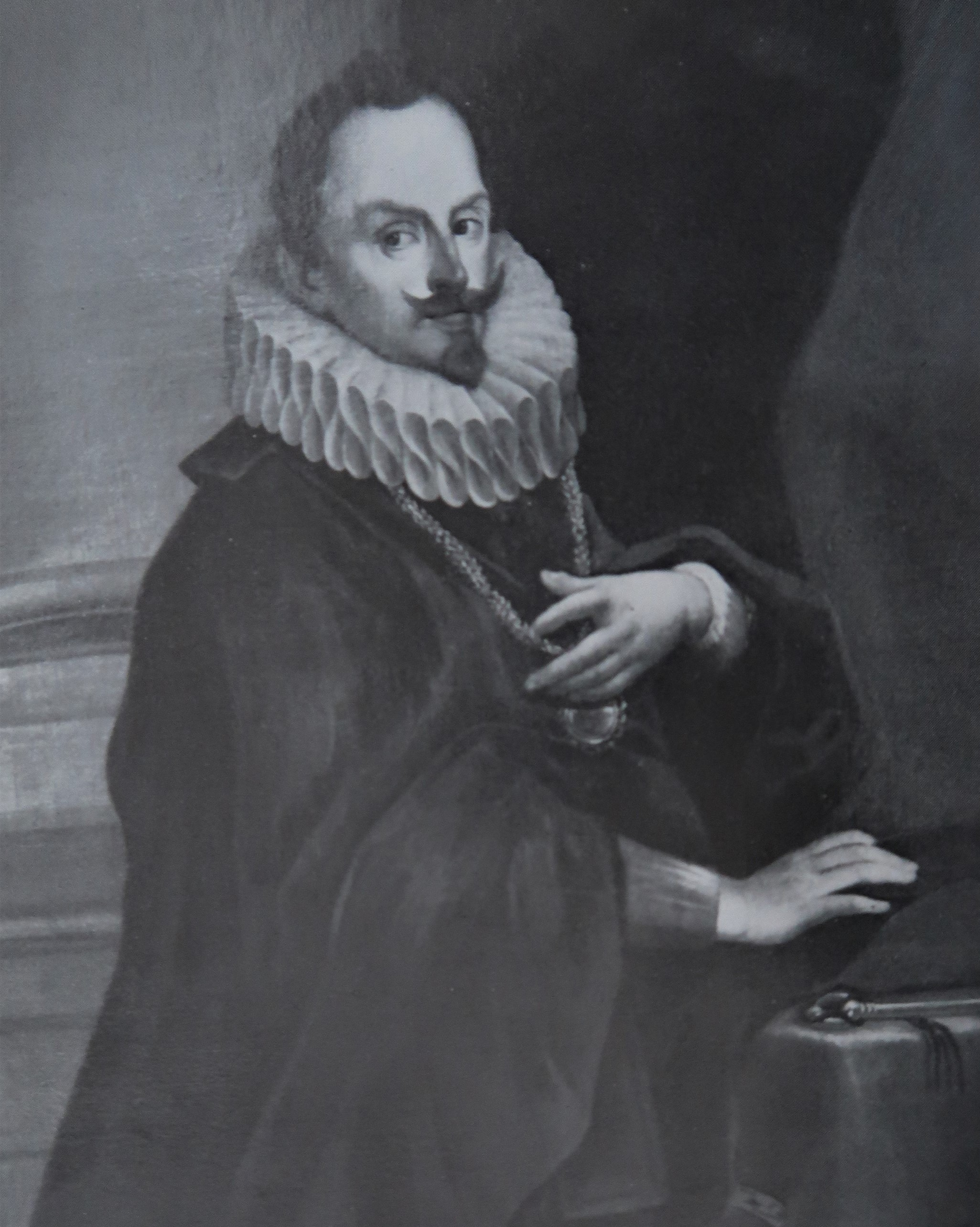
Wilhelm Kinsky

Graf Wilhelm Kinsky von Wchinitz und Tettau, tschechisch Vilém Kinský z Vchynic a Tetova (* 1574 in Eger, Elbogener Kreis; † 25. Februar 1634 ebenda) war ein königlich-böhmischer Staatsmann und Diplomat.

## Herkunft
Wilhelm von Kinsky entstammte dem böhmischen Adelsgeschlecht Kinsky. Er war der erste aus der Wchinitzer Linie, welcher den Namen Wchinitz in Kinsky änderte. Seine Eltern waren Johann d. Ä. († 1590), Burggraf von Karlstein und Anna († 1598), Tochter des Johann Pouzar von Michnitz. Nach der Heirat seines Schwagers Adam Erdmann Trčka von Lípa 1627 mit Maximiliane von Harrach, wurde Wilhelm mit Wallenstein verschwägert, der Maximilianes Schwester Isabella von Harrach zur Frau hatte.

## Leben
Wilhelm von Kinsky war seit 1611 Oberstjägermeister des Königreichs Böhmen. 1618 beteiligte er sich am böhmischen Ständeaufstand und wurde von den Ständevertretern in das dreißigköpfige Direktorium gewählt, dem die Regierung des Landes oblag. Vermutlich weil er 1619 das Erbe seines Onkels Radislavs d. Ä. antrat, vernachlässigte er das Direktorenamt, so dass dieses seinem Bruder Radislav d. J. übertragen wurde. Bei der Königswahl am 26. August 1619 stimmten Wilhelm und sein Bruder Ulrich für die Wahl des sächsischen Kurfürsten Johann Georg. 
Durch den Einfluss seines reichen Schwiegervaters Jan Rudolf Trčka wurden Wilhelms Besitzungen nach der Schlacht am Weißen Berg nicht konfisziert; es gelang ihm und seinem Bruder sogar, konfiszierte Besitzungen anderer Aufständischer zu erwerben. Zudem wurde er 1628 in den Grafenstand erhoben. Nachdem er jedoch nicht bereit war, zum Katholizismus zu konvertieren, musste er im selben Jahr aufgrund einer kaiserlichen Verfügung, zusammen mit vielen anderen Exulanten, das Königreich Böhmen verlassen. Er emigrierte ins sächsische Pirna, von wo er, nachdem er auf seinen Besitzungen Teplitz, Rumburk, Hainspach und Kamnitz katholische Amtsleute beschäftigte, seine böhmischen Besitzungen verwalten (und mit befristeten Aufenthaltsgenehmigungen gelegentlich besuchen) konnte. 
In Dresden lebte Wilhelm mit seiner Familie am kursächsischen Hof, wo er eine bedeutende Rolle als Privatpolitiker spielte. Kurfürst Johann Georg hasste ihn zwar als arroganten Ausländer, duldete ihn jedoch als vermögenden Steuerzahler. Kinskys Trumpfkarten waren sein Reichtum sowie seine Beziehungen zu Wallenstein. Er unterhielt drei Kundschafter am Hof Wallensteins, sammelte böhmische Emigranten um sich und arbeitete eng mit dem militärischen Führer der Emigranten zusammen, Graf Heinrich Matthias von Thurn-Valsassina.  Nach der Schlacht bei Breitenfeld 1631 besetzten sächsische Truppen unter General Hans Georg von Arnim-Boitzenburg Böhmen, woraufhin Kinsky, zusammen mit Thurn und zahlreichen anderen Emigranten, ebenfalls nach Böhmen zurückkehrte; jedoch brachten ihn sächsische Truppen bald wieder nach Dresden zurück, damit er sich in Böhmen nicht als Aufwiegler und Störenfried betätige. Im selben Jahr starb im Kindesalter sein ältester Sohn Johann Georg. 
1632 vermittelte er über den schwedischen Gesandten Laurens Nicolai indirekte Verhandlungen zwischen Wallenstein und dem gegnerischen schwedischen König Gustav Adolf, ohne Wissen des Kaiserhofs in Wien. Zugleich stand er in Kontakt mit dem französischen Diplomaten Feuquières, der diese Verhandlungen beförderte. Wallenstein vermied aber einen Seitenwechsel, da er zwar – mit Wissen des Kaiserhofs – ein Bündnis mit den protestantischen Kurfürsten anstrebte, nicht jedoch mit Schweden und Franzosen, wie es sich die Emigranten erhofften.
Mit einem diplomatischen Auftrag begab Kinsky sich am 8. Januar 1634 nach Pilsen zu Wallenstein, den er auf der anschließenden Flucht nach Eger begleitete. Dort wurde er zusammen mit Wallenstein und dessen Vertrauten, dem Feldmarschall Christian Freiherr von Ilow, dem Feldmarschallleutnant Adam Erdmann Graf Trčka sowie des letzteren Adjutanten, Rittmeister Heinrich Niemann (Neumann), am Abend des 25. Februar 1634 ermordet. Kinskys Leichnam wurde zunächst auf dem Friedhof in Mies bestattet und später in die St.-Salvator-Kirche in Prag umgebettet.
Wilhelm von Kinskys Besitzungen wurden mit kaiserlichem Dekret vom 14. März 1634 konfisziert, darunter Schloss Teplitz. Trotz zahlreicher Bemühungen gelang es seinen Söhnen Adolf, Ernst/Arnošt, Ulrich/Oldřich und Philip-Moritz/Filip-Mořic nicht, an das väterliche Erbe zu gelangen; Teplitz war bereits an Wallensteins Gegner Johann von Aldringen vergeben worden und nach dessen bald erfolgtem Ableben an dessen Schwester gefallen, welche die Familie Clary-Aldringen begründete. Erst am 16. Juli 1648 wurde aber mit kaiserlichem Dekret bestimmt, dass das Vergehen ihres Vaters nicht zum Nachteil ihrer Stellung, ihrer Ehre und ihres guten Namens gereichen sollte.
Wilhelm von Kinsky besaß eine Papiermühle, von der aus er den Kursächsischen Hof belieferte. Auch Werke von Heinrich Schütz wurden darauf geschrieben. Das Papier zeigt ein Wasserzeichen mit dem Kinsky'schen Wappen.

## Familie
Wilhelm war mit Elisabeth (Alžběta/Eliška) († 1642), einer Tochter des Jan Rudolf Trčka von Lípa verheiratet. Das Paar hatte drei Söhne, darunter Ulrich († 1687), später kursächsischer Generalmajor und Kommandant der Festung Königstein, ferner:
- Adolf Ernst (* 1610) ⚭ Elisabeth Killigrew

Wilhelms Witwe Elisabeth emigrierte in die Niederlande, wo sie 1637 den böhmischen Emigranten Zdeňek von Hodice (Zdeňek Hodický z Hodic a Olramovic; † 1641) heiratete, der als Oberst in schwedischen Diensten stand. Ein Jahr später starb sie in Hamburg.